# Марс (корабль)
Марс (швед. Mars, известен также как Makalös и Jutehataren) – шведский флагманский корабль, погибший в 1564 году в ходе сражения с объединёнными флотами Дании и Любека у северной оконечности о. Эланд.

## Постройка
«Марс» был построен корабельщиком Холлингером (Хольгером) Ульссоном на Бьёркенесской верфи в Кальмаре и спущен на воду где-то между январём и августом 1563 года. Сведений о размерах корабля не сохранилось, однако по косвенным признакам (размер команды, вооружение и пр.) можно предположить, что его водоизмещение равнялось примерно 1800 т, длина составляла около 50 м, ширина – приблизительно 13–14 м. На гравюре, изображающей гибель «Марса», он имеет четыре мачты. Вероятно, «Марс» был одним из первых кораблей в Швеции, на которых на грот-мачте и фок-мачте стали устанавливать брамсели.
Команда судна состояла из 670 человек (350 матросов, остальные по большей части солдаты). Сведения о вооружении корабля разнятся: одни источники говорят, что «Марс» имел 173 орудия, другие называют цифру в 107 орудий (шесть 3-фунтовых, двадцать 6-фунтовых, четыре 9-фунтовых, десять 12-фунтовых, девять 24-фунтовых, два 36-фунтовых, два 48-фунтовых, 4 камнемёта, 50 фальконетов). Большинство пушек было отлито в Стокгольме, меньшая часть – в Кальмаре.
«Марс» с его водоизмещением в 1800 т был крупнее более известного шведского корабля «Васа», водоизмещение которого составляло лишь 1200 т. «Марс», вероятно, был длиннее «Васы» на 2-3 м и на столько же шире. Однако огневая мощь орудий «Васы» была выше: он мог произвести за раз залп ядрами суммарным весом 640 кг, тогда как «Марс» лишь 340 кг.

## Гибель
В 1563 году началась Северная семилетняя война, в которой против Швеции выступила Дания в союзе с Любеком и Польшей. В конце мая 1564 года шведский флот под командованием Якоба Багге вышел из Даларё, имея в строю 37 кораблей. Флоты встретились 30 мая у Эланда, где и состоялось сражение. Днём ранее шведский флот попал в бурю и был рассеян, в результате чего вместе с «Марсом» оказались лишь «Элефантен» и «Финска Сван». В ходе схватки им удалось отбиться от численно превосходящего противника и дождаться ночи. Багге надеялся дождаться остальных судов своей эскадры, но установившийся штиль воспрепятствовал этому. 
Утром шведы при благоприятствующем ветре атаковали противника, однако ещё до подхода главных шведских сил ветер изменился, что позволило датско-любекскому флоту обрушиться всей своей мощью на немногочисленных шведов. «Элефантен» и «Финска Сван» вышли из сражения, надеясь соединиться с остальной эскадрой. Тем временем любекские суда сблизились с «Марсом», чтобы взять его на абордаж. После жаркой схватки корабль загорелся, вероятно, оттого что на нём разорвалось орудие.
В сложившейся ситуации Багге принял решение сдаться. Его с частью оставшихся в живых матросов перевезли на вражеский корабль. Любекцы высадились на «Марсе», чтобы разграбить его, но вскоре на нём взорвалась крюйт-камера, и судно затонуло. В результате взрыва погибло около 1000 любекцев и шведов.

## Обнаружение корабля

План-эскиз затонувшего «Марса»

Остов «Марса» был обнаружен в июле 2011 года командой исследователей из Вестервика «Ocean Discovery», много лет искавшей место его гибели. Он лежал на глубине 73 метров в 10 морских милях к северо-западу от порта Бёда, расположенного в северной части Эланда. Почти сразу же были опровергнуты утверждения о том, что в ходе сражения у «Марса» был повреждён руль, и в результате этого он потерял управление. Как констатировали исследователи, деревянный руль был цел, ржавчина уничтожила лишь его металлическую обшивку.
На судне были обнаружены бронзовые пушки. Кроме того исследователи нашли на нём три серебряные монеты, отчеканенные в 1563 году. Поскольку, согласно немецким источникам, Багге вёз с собой значительную сумму денег для того, чтобы набрать в Германии армию наёмников, то эта находка косвенно подтверждает эти сведения.
Найденные на «Марсе» предметы выставлены для осмотра в Вестервикском музее. Кроме того, предполагается создать копию корабля и снять о нём документальный фильм.